# Чёрная стрела (фильм)
«Чёрная стрела» — советский широкоформатный художественный фильм Сергея Тарасова по мотивам одноимённой повести Роберта Льюиса Стивенсона, снятый в 1985 году.

## Сюжет
Средневековая Англия, вторая половина XV века. Молодой Дик Шелтон узнаёт, что смерть его отца, погибшего много лет назад, была не случайной. Чёрная стрела, пущенная рукой некоего Джона-мщу-за-всех, снабжена запиской с обещанием наказать убийц Шелтона-старшего. Однако окружающие его люди, в том числе Беннет Хэтч и священник сэр Оливер не дают внятных ответов на вопросы Дика.
Опекун Дика, сэр Дэниел, узнав о его расспросах, приказывает переселить его в комнату в замке, «из которой исчезают», и Дик оказывается в смертельной опасности.
События фильма развиваются на фоне войны Алой и Белой Роз.

## В ролях
- Галина Беляева — Джоанна Сэдли / Джон Мэтчем
- Игорь Шавлак — Ричард Шелтон
- Леонид Кулагин — Сэр Дэниел Брэкли
- Юрий Смирнов — сэр Оливер, священник
- Альгимантас Масюлис — Беннет Хэтч (озвучивает Николай Граббе)
- Борис Химичев — Эллис Дэкуорт
- Сергей Тарасов — Эппльярд
- Александр Филиппенко — Ричард Глостер
- Дмитрий Орловский — Картер
- Яна Друзь — Алисия Райзингэм
- Владимир Фёдоров — карлик
- Борис Хмельницкий — лорд Грей
- Харий Швейц — маленький стрелок
- Сергей Клановский — Тим, официант

## Съёмочная группа
- Режиссёр — Сергей Тарасов
- Автор сценария — Сергей Тарасов
- Оператор-постановщик — Михаил Ардабьевский
- Художник-постановщик: Александр Кузнецов
- Композитор — Игорь Кантюков

## Производство
Фильм явился продолжением ряда картин Тарасова, посвящённых рыцарским временам. По словам режиссёра, он, написав сценарий по роману Стивенсона, принёс его на «Мосфильм», и сценарий был принят. Интерес к будущему фильму проявил продюсер из Франции. Однако, после нескольких встреч в Москве, Тарасов понял, что совместной работы не получится и отказался от поездки во Францию. Его не устроило желание продюсера сделать из романтическо-рыцарской картины «какую-то мистическую тягомотину» (Тарасов).
К съёмкам были привлечены актёры, которые уже работали с Тарасовым: Л. Кулагин, Ю. Смирнов, А. Филиппенко, А. Масюлис, Б. Химичев. По мнению Тарасова, очень удачно была выбрана исполнительница главной роли Галина Беляева, ставшая «украшением картины». Роль Дика Шэлтона досталась И. Шавлаку, так как актёр, ранее назначенный на эту роль, попал в больницу. Как отметил Тарасов, у Шавлака, быстро выбранного из тех, кто снимался на пробах, «не оказалось ни особого обаяния, ни темперамента».
Начало фильма снимали на острове Сааремаа, в первый же съёмочный день работали над первой сценой фильма. Отрицательного героя, которого убивает стрела, выпущенная неизвестным, должен был сыграть Вацлав Дворжецкий. Однако режиссёр не учёл, что в своё время Дворжецкий был осуждён по 58-й статье, и ему нельзя было находиться на границе СССР, актёру, проживавшему тогда в Горьком, даже не продали билет. Дворжецкого заменил сам Сергей Тарасов.
Большая часть фильма снималась в Эстонии, в Таллине и окрестностях. В кадрах много раз видны части средневекового Таллина, башня Толстая Маргарита, часть крепостной стены и Девичья башня, церковь Нигулисте, башня Кик-ин-де-Кёк. Сцены на море снимались в окрестностях Таллина. Река и водопад, через который Ричард переносит Джоанну в начале фильма, находятся в местечке Кейла-Йоа.
Съёмки сцен в замке Мот проходили в Хотинской крепости.

## Зрительский приём
Фильм стал одним из лидеров проката 1985 года, заняв 5-е место — 29,8 млн зрителей.

## Критика
Андрей Плахов в рецензии, опубликованной в газете «Советская культура» поделился своими впечатлениями от просмотра картины: «…придя на дневной сеанс в один из кинотеатров, проскучал полтора часа вместе с двумя десятками зрителей, иные из которых в паузах между экранными потасовками успевали лениво комментировать действие». Фильм заставил Плахова обратиться к литературной основе, критик признаёт, что роман с детства был памятен лишь тем, что издавался в серии «Библиотека приключений» в одном томе с другим произведением Стивенсона, знаменитым «Островом сокровищ». Однако, спустя много лет, книга оказалась увлекательной повестью об истории взросления: «Не утратив очаровательной непосредственности, авторская манера изложения поразила мудрым пониманием тех недетских трудностей, жестоких искусов, которые претерпевает на пути своего становления юная душа». В чём же проблема фильма, который не выделяется из ряда таких же экранизаций? В картине заметно стремление воспроизвести дух Англии эпохи Войны роз. Однако, помимо приключенческой составляющей, следовало передать сложность, неоднозначность характеров персонажей, у Стивенсона традиционно решённых со «стереоскопической двойственностью». Собственно, юношеский приключенческий роман не претендует на исследование драматических глубин человеческой души, однако, возможно, именно этот жанр мог бы помочь дать молодому зрителю «пищу уму и нравственному чувству». Тем не менее, из сценария были исключены те части книги, где Дик Шелтон, «подобно тому же Гамлету, задается проклятыми вопросами, совершает нелегкий нравственный выбор». Главный герой в исполнении Шавлака не производит впечатления человека, способного на раскаяние и глубокие переживания. Равно и Джоанна, в исполнении Галины Беляевой предстающая современной эмансипированной девушкой, не может мучиться тем, что совершает тяжкое преступление, надевая мужское платье. Большинство персонажей, обладающих сложными характерами, в фильме получились невыразительными. Лишь Беннет Хэтч и Ричард Глостер получили некоторую многозначность. Такое произведение, как «Чёрная стрела», по мнению Плахова, достойно прочтения, рождающего «кинематографическое событие», а не очередной «вялый, хотя и „остросюжетный“ фильм, не хуже и не лучше прочих».
Стоит, впрочем, отметить, что по книге Ричард юноша, примерно ровесник Дика Шелтона, тогда как сыгравшему Глостера Филиппенко больше сорока, так что его проще принять за Ричарда Йоркского, отца королей Эдварда IV и Ричарда III. Реальному же Ричарду Глостеру на момент событий книги не исполнилось еще и десяти лет.